# Pelecopsis ruwenzoriensis
Pelecopsis ruwenzoriensis är en spindelart som först beskrevs av Holm 1962.  Pelecopsis ruwenzoriensis ingår i släktet Pelecopsis och familjen täckvävarspindlar.
Artens utbredningsområde är Uganda. Inga underarter finns listade i Catalogue of Life.